# Kawakami Seiji
Seiji Kawakami (川上 盛司 Kawakami Seiji, sinh ngày 20 tháng 6 năm 1995) là một cầu thủ bóng đá người Nhật Bản thi đấu cho Fujieda MYFC theo dạng cho mượn từ Tochigi SC.

## Sự nghiệp
Seiji Kawakami gia nhập câu lạc bộ J3 League Fukushima United FC năm 2017.